# رون جونسون (لاعب كرة قدم أمريكية أمريكي)
رون جونسون (بالإنجليزية: Ron Johnson)‏ هو لاعب كرة قدم أمريكية أمريكي، ولد في 23 أكتوبر 1979 في يورك في الولايات المتحدة.

## وصلات خارجية
- رون جونسون على موقع مرجع كرة القدم المحترفة.كوم (الإنجليزية)